# Лоенга
Лоенга (нід. Loënga) — селище в нідерландській провінції Фрисландія. Входить до муніципалітету Південно-Західна Фрисландія. Є північним пердмістям його адміністративного центру, міста Снек.
Його площа становить 2,75км², а населення станом на 2021 рік складало 450 осіб.
Перша згадка про населений пункт датується 1335 роком.